# Hypothyris mamercus
Espèce
Hypothyris mamercus est un insecte lépidoptère  de la famille des Nymphalidae, de la sous-famille des Danainae et du genre Hypothyris.

## Dénomination
Hypothyris mamercus a été décrit par William Chapman Hewitson en 1869 sous le nom initial d' Ithonia mamercus.

### Sous-espèces
- Hypothyris mamercus mamercus; présent au Brésil et en en Équateur[2].
- Hypothyris mamercus maenas (Haensch, 1909); présent au Pérou.
- Hypothyris mamercus poemne d'Almeida, 1939; présent au Brésil
- Hypothyris mamercus polymnides (Haensch, 1905); présent en Colombie.
- Hypothyris mamercus ssp; présent au Pérou.
- Hypothyris mamercus ssp; présent au Pérou.
- Hypothyris mamercus ssp; présent au Brésil
- Hypothyris mamercus ssp; présent au Brésil[1].

## Description
Hypothyris  mamercus est un papillon à corps fin, d'une envergure d'environ 64 mm, aux ailes à apex arrondi et aux ailes antérieures à bord interne concave. Les ailes antérieures sont orange tachées de marron à apex marron séparé par une bande jaune pâle dentelée.  Les ailes postérieures sont orange barrées de trois bandes dentelées marron laissant l'apex orange.
Le revers est semblable.

## Écologie et distribution
Hypothyris mamercus est présent  en Colombie, en Équateur,  au Pérou et au Brésil,.

### Protection
Pas de statut de protection particulier.